# Chamousset
Chamousset is een gemeente in het Franse departement Savoie (regio Auvergne-Rhône-Alpes) en telt 383 inwoners (1999). De plaats maakt deel uit van het arrondissement Chambéry. In de gemeente ligt spoorwegstation Chamousset.

## Geografie
De oppervlakte van Chamousset bedraagt 6,3 km², de bevolkingsdichtheid is 60,8 inwoners per km².
De onderstaande kaart toont de ligging van Chamousset met de belangrijkste infrastructuur en aangrenzende gemeenten.

## Demografie
Onderstaande figuur toont het verloop van het inwonertal (bron: INSEE-tellingen).